# Mouais
Mouais település Franciaországban, Loire-Atlantique megyében. Lakosainak száma 356 fő (2022. január 1.). Mouais La Dominelais, Grand-Fougeray, Derval, Lusanger és Sion-les-Mines községekkel határos.

## Népesség
A település népességének változása:
| Lakosok száma | 356  | 302  | 280  | 328  | 390  | 384  | 385  | 372  | 365  | 356  |
|               | 1968 | 1982 | 1990 | 2006 | 2013 | 2015 | 2017 | 2019 | 2020 | 2022 |